# 未知之地

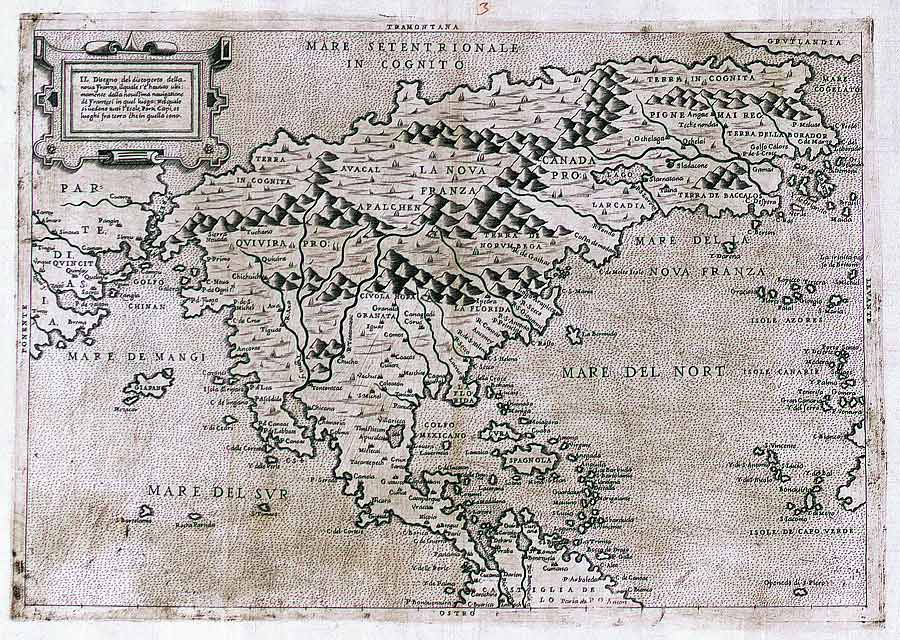
1566年的北美地图，上有意大利语标注，显示Terra In Cognita和Mare In Cognito

未知之地 （拉丁語：terra incognita）是欧洲地图学中指尚未测绘或记录的区域的术语。该术语最早可能出现在公元150年前后托勒密的《地理學指南》中，并在15世纪大航海时代托勒密的著作被重新发现后推广。法语地图上的对应表达是（复数形式），而一些英国地图可能会记作。类似地，未知海域拉丁语标记为。

## 含义
许多人相信，制图师会在未知之地上标记“此處有龍”。尽管制图师确实声称世界的偏远角落有奇异兽（包括大蛇），并在地图上将其作为装饰来描绘，但目前唯一已知的有此标记的现存地图是纽约公共图书馆收藏的亨特-萊諾克斯地球儀，以拉丁语标记“此处有龙”(HIC SVNT DRACONES）。尽管如此，古罗马和中世纪的制图师在地图上标注未知之地时，会使用短语（“此处有狮”）。
未知之地也可能指假想的南方大陆，如亚伯拉罕·奥特柳斯绘制的《寰宇全圖》（1570年）中所描绘。19世纪起，“未知之地”从地图上消失。早在20世纪航空摄影和卫星影像出现之前，海岸线和大陆内部就已得到充分探索；然而，海底大部分仍未被测绘，太阳系中的许多其他行星的表面也尚未测绘。如今，这一短语常比喻任何未被探索的主题或研究领域，中文通常译作未知领域。例如，海卫一的表面只有40%被绘制出来，其余部分均为未知领域。

## 词源
- Terra ：拉丁语，意为“土地”或“陆地”。相关英语单词包括terrestrial territory和terrain。
- Incognita ：源自拉丁语cognoscere ，意为“知道，熟悉”（前缀in-否定），与英语know和希腊语γνῶσις（gnosis ，“知识”）相关。相关英语单词包括agnostic、cognition、gnosticism。